# ジルセウ・ジョゼ・ギマランイス
ジルセウ（Dirceu）ことジルセウ・ジョゼ・ギマランイス（Dirceu José Guimarães、1952年6月15日 - 1995年9月15日）は、ブラジル出身の元同国代表サッカー選手。ディルセウとも表記される。
国内外で成功を収め、FIFAワールドカップに3大会連続で出場した。

## 経歴

### ブラジル時代
コリチーバFCでデビューすると、1973年からブラジルの強豪ボタフォゴFRに移籍、52試合に出場した。その後、フルミネンセFCとCRヴァスコ・ダ・ガマに1年ずつ在籍し、それぞれ20試合前後の出番を得た。

### メキシコ・スペイン時代
1978年にメキシコのクラブ・アメリカへ移籍した。そこでの活躍が認められ、1979年からはスペインのアトレティコ・マドリードへ移籍した。アトレティコでは3年間で84試合に出場し、18得点を記録するなど、攻撃的なサイドバックとして成功を収めた。

### イタリア時代
1982年からは、イタリアのエラス・ヴェローナFCへ移籍し、以降はSSCナポリ、アスコリ・カルチョ1898、コモ・カルチョ、USアヴェッリーノ1912とイタリアのクラブを渡り歩き、結果を残した。

### 晩年
晩年には古巣のCRヴァスコ・ダ・ガマや、アメリカのマイアミ・シャークスなどに在籍し、イタリアのフットサルチームなどでもプレーした。1993年、メキシコのアトレティコ・ユカタンで現役を引退した。
1995年、交通事故により43歳で死去。

## 代表歴
代表では、キャリアを通じて26試合に出場した。また、1974 FIFAワールドカップ、1978 FIFAワールドカップ、1982 FIFAワールドカップと、ワールドカップに3大会連続で出場した。78年大会では、イタリアとの3位決定戦で、ディノ・ゾフを破る決勝点を決めた。

## タイトル
- カンピオナート・パラナエンセ - 1971、1972
- カンピオナート・カリオカ - 1976、1977、1988